# Wierzchoniów
Wierzchoniów – wieś w Polsce położona w województwie lubelskim, w powiecie puławskim, w gminie Kazimierz Dolny.
Wieś szlachecka położona była w drugiej połowie XVI wieku w powiecie lubelskim województwa lubelskiego.
Miejscowość była przejściowo siedzibą gminy Celejów.
W latach 1975–1998 miejscowość należała administracyjnie do ówczesnego województwa lubelskiego.
Wieś stanowi sołectwo gminy Kazimierz Dolny. Według Narodowego Spisu Powszechnego z roku 2011 wieś liczyła 270 mieszkańców.
Wierni Kościoła rzymskokatolickiego należą do parafii św. Jana Chrzciciela i św. Bartłomieja Apostoła w Kazimierzu Dolnym.

## Historia
Wierzchoniów w źródłach pisanych występuje od 1317,  - 4 km na NE od Kazimierza Dolnego, nad rzeką Bystrą; ok. 86 km na NE od klasztoru, 23 km na NE od Braciejowic.
W trakcie badań archeologicznych w Wierzchoniowie stwierdzono ślady kultury materialnej z okresu VIII-XIII.
W wieku XV w powiecie lubelskim, parafii Kazimierz.
Wieś stanowiła własność szlachecką, dziesięcina należała do klasztoru świętokrzyskiego.
- 1317–1380 – klucz bochotnicki
- 1460- 6 – klucz kurowski
- 1464 – klucz bochotnicki
- 1470- 80 – dziedzicem był (rzekomo) Piotr Kurowski, względnie Kurozwęcki, Folwarku we wsi nie było. Sołectwo na 11 i 1/2 łanach (DLB II 553, III 250
- 1470–80 – z 11,5 łana kmiecego dziesięcinę snopową i konopną wartości do 9 grzywien dowożą klasztorowi świętokrzyskiemu,

temuż klasztorowi dziesięcinę snopową „w gonitwę” oddaje sołectwo (DLb. II 553; III 250)
- 1529 – dziesięcina snopowa wartości 1/2 grzywny należy do stołu konwentu świętokrzyskiego [16] ,

od roku 1621 do 1731 tak jak Celejów.
- 1652 – Jan Borkowski płaci konwentowi świętokrzyskiemu za dziesięciny ze wsi Celejów, Karmanowice, Rąblów, Stok i Wierzchoniów 60 zł [17],
- 1657–71 – proces ze Stanisławem Dunin-Borkowskim, kasztelanem połanieckim, o dziesięciny ze wsi Bochotnica, Celejowa, Karmanowice, Rąblów, Stok i Wierzchoniowa, w wyniku którego klasztor świętokrzyski otrzymał jako odszkodowanie za zabrane dziesięciny pierścień wartości 1700 zł [18][19]
- 1675-9 – korespondencja między Stanisławem Borkowskim a przeorem klasztoru świętokrzyskiego w sprawie dziesięcina z ww. wsi [20],
- 1680-1 – ponowne wyroki przysądzające klasztorowi świętokrzyskiemu dziesięciny z między innymi wsi Wierzchoniów, dziedzic Stanisław Borkowski musi zapłacić klasztorowi za zaległe dziesięciny 1500 zł [21]
- 1681-7 – dalsza korespondencja między Stanisławem Borkowskim a przeorem klasztoru świętokrzyskiego w sprawie dziesięcin z wyżej wymienionych wsi [22]
- 1819 – dziesięcina snopowa dalej należy do stołu konwentu, z tym że kupowana jest przez miejscową gromadą za 52 zł [23]